# Kameralamt Weingarten
Das Kameralamt Weingarten war eine Einrichtung des Königreichs Württemberg, die im Amtsbezirk Besitz und Einkommen des Staates verwaltete. Es bestand von 1806 bis 1922 in Weingarten. Das Kameralamt wurde im Rahmen der Neuordnung der Staatsfinanzverwaltung im Königreich Württemberg geschaffen.

## Geschichte

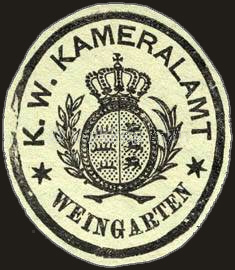
Briefsiegel des Kameralamts Weingarten

Das Kameralamt Weingarten umfasste den Bezirk des Oberamts Ravensburg (früher Oberamt Altdorf), der im Wesentlichen aus neuen württembergischen Besitzungen gebildet wurde.
Es fielen unter anderem an Württemberg:
- durch den Pressburger Frieden vom 18. Dezember 1805 die schwäbisch-österreichische Landvogtei mit zahlreichen Parzellen
- durch den Staatsvertrag mit Bayern vom 18. Mai 1810 die Stadt Ravensburg mit ihren Gebieten.
- ferner kamen durch die Rheinbundakte von 1806 unter württembergische Oberhoheit die Besitzungen des fürstlichen Hauses Waldburg-Wolfegg-Waldsee, des Fürsten von Nassau-Oranien (vormals Kloster Weingarten), die Besitzungen des Grafen von Sternberg-Manderscheid (ehemals Kloster Weissenau), die Besitzungen des Grafen Aspermont (ehemals Kloster Baindt) und des Freiherrn von Rehling (Herrschaft Bettenreute).

Gemäß Verordnung vom 14. Juli 1807 wurden dem Kameralamt Weingarten die Patrimonialämter 
des Freiherrn von Reichlin in Amtszell, des Grafen Aspermont in Baindt, des Freiherrn von Rehling in Bettenreute, 
des Fürsten von Windischgrätz in Egloff, des Grafen Quadt in Isny und des Fürsten von Nassau-Oranien in Weingarten
zugeteilt.
Laut Verordnung vom 6. Juni 1819 hat das Kameralamt Weingarten vom Kameralamt Wangen den Weiler Feld im Oberamt Ravensburg, das Forstrevier Altdorf sowie die Hoheitsgefälle in den Orten Esenhausen, Blumetsweiler, Langenweiler, Firmenweiler, Nassach, Reute, Riemensberg, Ringenberg, Rotach und Wolfsbühl des Hofkameralamts Altshausen übernommen. 
Gemäß Verfügung vom 19. Juni 1835 wurden die mit der Herrschaft Weissenau erworbenen Besitzungen und Gefälle, welche im Kameralamtsbezirk Weingarten lagen, diesem Kameralamt zugeteilt. 
Durch Verfügung vom 22. Juni 1838 hat das Kameralamt Weingarten vom bisherigen Kameralamt Friedrichshafen die Gemeinden Kappel mit 30 Parzellen und Zogenweiler mit 22 Parzellen sowie vom Kameralamt Tettnang die Gemeinden Bodnegg mit 100 Parzellen, Eschach mit 32 Parzellen und das Forstrevier Weissenau übernommen.
Gemäß Verordnung vom 6. März 1843 hat das Kameralamt Weingarten vom Kameralamt Schussenried die Parzellen Geiselmacher, vom Kameralamt Tettnang die Gemeinde Taldorf mit Parzellen (darunter Erbsenweiler) übernommen und dagegen an das Kameralamt Wangen die Parzellen Butzers, Goldegger und Tannberg abgetreten, welche der Gemeinde Pfärrich einverleibt wurden.
Schließlich erfolgte laut Staatsvertrag vom 28. Juni 1843 die Übernahme der Parzellen Auhof und Sießen von Baden.